# Роуз Коен (феміністка)
Роуз Коен (англ. Rose Cohen, 20 травня 1894 року, Лондон, Велика Британія — 28 листопада 1937 року, Москва, Радянський Союз) — англійська феміністка, суфражистка, членкиня-засновниця Комуністичної партії Великої Британії, журналістка Комінтерну (1920—1929), завідувачка іноземним відділом газети «Москоу Дейлі Ньюс» The Moscow News (1931—1937), піддана Великобританії.
У роки Великого терору заарештована у Москві та розстріляна. Посмертно реабілітована у Радянському Союзі у 1956 році.

## Біографія
Народилася у 1894 році в Лондоні, район Іст-Енд у сім'ї євреїв-емігрантів з Лодзі. Батько Моріс Коен був кравцем, але згодом відкрив власний бізнес. Роуз прагнула освіти і через освітню асоціацію робітників здобула знання з економіки та політики, а також вільно оволоділа трьома мовами, що було великим досягненням для дочки емігрантів. Це дозволило їй отримати роботу спочатку у Лондонській міській раді (до 1917) і згодом у департаменті дослідження праці (1917—1920), що наприкінці Першої світової війни стала центром молодих лівих інтелектуалів. Коен працювала секретаркою у Беатріси Вебб та Сіднея Вебба. Роуз Коен, за спогадами Моріса Реккітта, «мала величезну чарівність і жвавість» і «була, можливо, найпопулярнішою людиною в нашому маленькому русі». У 1910-х роках брала активну участь у суфражистському русі у Великій Британії, який очолювала Сильвія Панкгерст. У 1920 Роуз Коен стала членкинею-засновницею комуністичної партії Великобританії, яку згодом очолив Гаррі Полліт.
За описом сучасників Коен була «чарівною, освіченою, живою і дуже красивою». Мала безліч шанувальників, найзавзятішим з яких був Гаррі Полліт. На фотографії Роуз Коен, яка зберігається в Національному музеї Історії (People's History Museum) у Манчестері (Велика Британія), знаходиться напис Гаррі Полліта: «Роуз Коен — в яку я закоханий, і яка відштовхувала мене 14 разів».

## Діяльність

### В Комінтерні
На початку 1920-х Коен як агентка Комінтерну подорожувала світом, виконуючи секретні місії, які включали не лише передачу повідомлень, а й грошей компартіям. У 1922—1923 вона відвідувала Радянський Союз, а також подорожувала до Фінляндії, Німеччини, Литви, Естонії, Латвії, Туреччини, Франції, Норвегії, Швеції та Данії. Вона була комінтернівською кур'єркою і передавала великі суми грошей комуністичним партіям цих країн.
У 1925 р. Коен працювала у Радянському посольстві у Лондоні і також провела кілька місяців у Парижі за секретним завданням Комінтерну та передала комуністичній партії Франції великі суми грошей. У 1925 р. познайомилася з одним з керівників Комінтерну Давидом Петровським, з яким згодом одружилася.

### У Москві
У 1927 р. Коен за завданням ЦК компартії Великої Британії приїхала до Москви працювати, у тому ж році вступила у ВКП(б). Діяльність Рози Коен привернула увагу англійської розвідки: ще з кінця 1916 р. за нею було встановлено стеження, включаючи всі листи та телефонні розмови. Всі транскрипти, записані британською розвідкою, були опубліковані в 2003.
На початку 1929 р. Роуз Коен одружилася з Давидом Петровським, а у грудні 1929 р. народила сина Олексія. У 1929 р. вона провела шість місяців, подорожуючи Китаєм і Японією, а також відвідала Польщу та Німеччину з місіями Комінтерну.

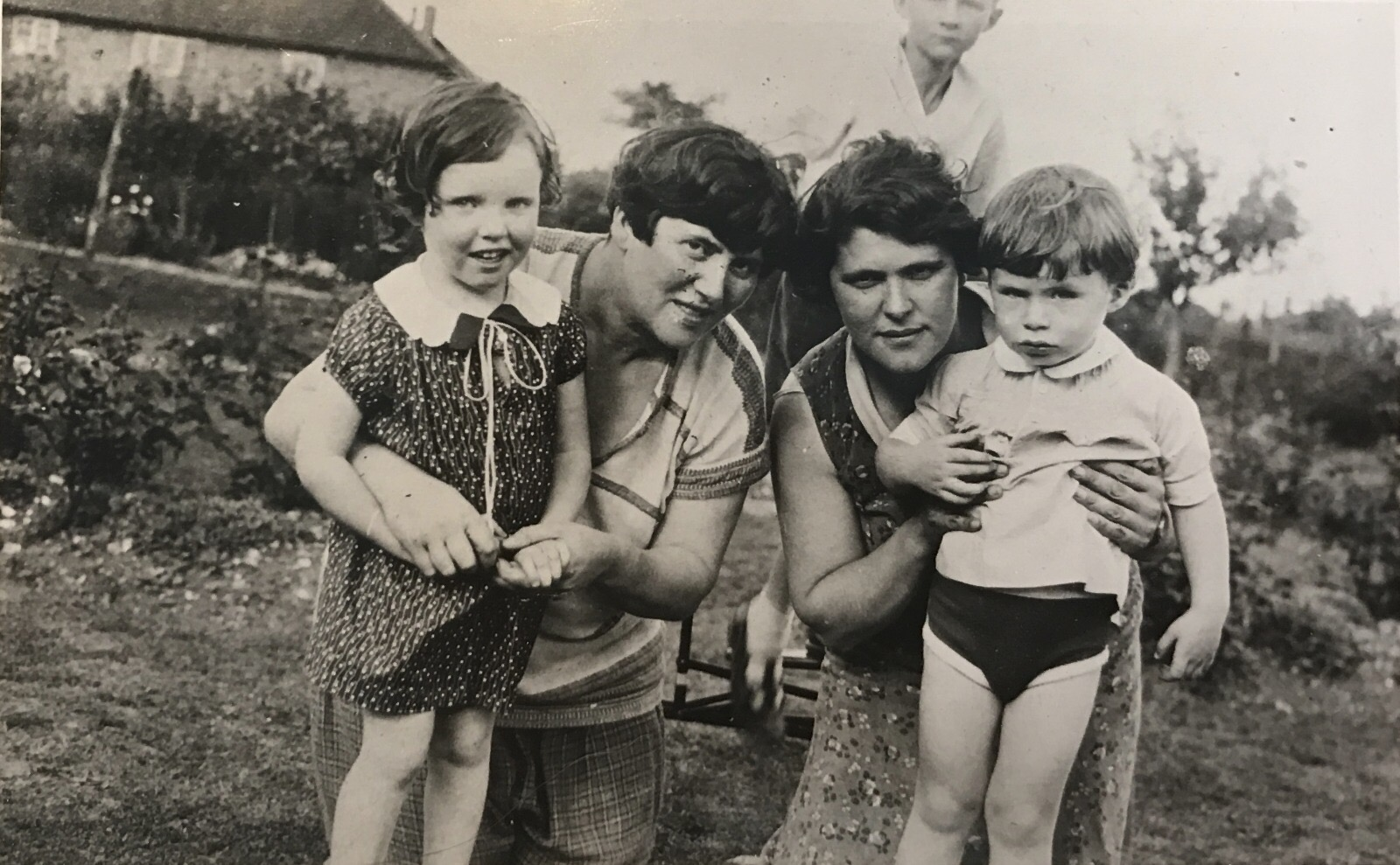
З сином Олексієм. Лондон, 1932 рік.

1930-го Роуз Коен вступила до Міжнародної ленінської школи Комінтерну, а з 1931 р. — співробітниця і згодом завідувачка іноземним відділом газети «Москоу Дейлі Ньюс» (The Moscow News). Роуз Коен і Давид Петровський були «золотою парою в суспільстві експатріантів Москви», а їх квартира стала своєрідним салоном для іноземців, що живуть у Москві, а також приїжджають.

### Сталінський терор
Родина Коен-Петровського усвідомлювала небезпеку, що виникла в СРСР після вбивства Сергія Кірова у 1934, яке стало каталізатором великого сталінського терору. Влітку 1936 р. Коен хотіла поїхати до Лондона з сином: їй дозволили виїхати, але без дитини. Її сестра, яка бачила Роуз в Лондоні, подумала, що та «нещаслива, і якби не Альоша, вона не повернулася б».
Тоді ж чоловік оформив відрядження до Америки для вивчення досвіду вищих технічних навчальних закладів США. Відрядження дозволив його керівник Серго Орджонікідзе — голова Вищої Ради Народного Господарства (ВРНГ) та нарком важкої промисловості Радянського Союзу. Коен та Петровський намагалися використати свої поїздки як можливість майже одночасно виїхати з країни та врятуватися. Однак, не отримавши дозволу на виїзд для сина, вони залишилися у Союзі.
У лютому 1937 року загинув Серго Орджонікідзе. У березні 1937 р. заарештували чоловіка Коен, а її виключили з ВКП(б). 13 серпня 1937 р. Роуз Коен заарештували, звинувативши у тому, що вона: «членкиня антирадянської організації в Комінтерні, шпигунство на користь Великої Британії, резидентка англійської розвідки».
Роуз Коен сталінські катівні довго не могли зламати. До 29 жовтня 1937 вона заперечувала всі звинувачення. Внесена до Сталінських розстрільних списків від 22 листопада 1937 року. 28 листопада 1937 р. на суді (почався о 14:20) — у закритому судовому засіданні, без участі звинувачення та захисту та без виклику свідків, «у порядку закону від 1 грудня 1934 р.» — Роза Коен «винною себе не визнала, свої свідчення на попередньому слідстві не підтвердила, оскільки їх було дано хибно. Жодних секретних даних англійської розвідки вона не передавала». Від своїх попередніх свідчень Коен відмовилася. Шпигунством вона ніколи не займалася. В останньому слові винною себе не визнала. Проте вирок суду було оголошено, о 14:40 засідання було закрито. Того ж дня Роуз Коен, англійську комуністку, розстріляли.
Давида Петровського розстріляли 10 вересня 1937 року (реабілітували 1958 року).

### Реакція Великої Британії
Дізнавшись про арешт Роуз Коен, комуністичні лідери Великої Британії Гаррі Полліт та Вільям Галлагер звернулися до Генерального секретаря Виконкому Комінтерну Георгія Димитрова та його заступника Дмитра Мануїльського і отримали пораду «не втручатися». Внаслідок цього комуністична партія Великої Британії не лише не протестувала, а й не підтримала протест лівих соціалістів (лист християнського соціаліста Моріса Реккітта).
Британські комуністичні лідери дискредитували себе, але й британський уряд не поспішав врятувати життя свого підданого. Почали циркулювати чутки, що Коен прийняла радянське громадянство, що не відповідало дійсності: вона залишалася підданою Великої Британії до своєї смерті. Запити Беатрис Вебб і Сіднея Вебба про Роуз Коен залишилися без відповіді. Протест посольства Великої Британії сильно запізнився і прозвучав лише у квітні 1938. Цей протест не допоміг синові Коен та Петровського Олексію. У 1937 році у семирічному віці його помістили до дитячого будинку з тавром «син ворогів народу». Сестра Роуз Коен та її брати сказали всім, що вона і син померли від пневмонії та забули про сина на 50 років.

## Реабілітація та нащадки
Після ХХ з'їзду КПРС (лютий 1956 року) син Рози Коен Олексій Петровський подав заяву про перегляд справи своєї матері. 18 липня 1956 року Генеральний секретар Компартії Великої Британії Гаррі Полліт надіслав листа Першому секретареві Центрального Комітету Комуністичної Партії Радянського Союзу Микиті Хрущову із запитом прояснити для громадськості та політичних кіл Великобританії ситуацію з арештом Роуз Коен у 1937 році та її подальшудолю. 8 серпня 1956 р. військовою колегією Верховного суду Радянського Союзу вирок від 28 листопада 1937 р. було скасовано, всі звинувачення проти Роуз Коен було знято, і справу було припинено через відсутність складу злочину. Роуз Коен як жертва політичних репресій була посмертно реабілітована.
Олексій Петровський після загибелі батьків у 1937 році провів три роки у дитбудинку. У 1940 році його усиновила двоюрідна сестра Давида Петровського Ревекка Мойсеївна Бєлкіна, лікарка, а під час Німецько-радянської війни — майор медичної служби на фронті. Коли їй вдалося домогтися дозволу на усиновлення, вона знаходилася зі своєю сім'єю у політичному засланні за 58-ою статтею в Тобольську. Згодом Олексій Петровський (1929—2010) став доктором геолого-мінералогічних наук, академіком РАПН. Онук, Михайло Олексійович Петровський, кандидат фізико-математичних наук.